# Дмитрий Сахацки
Дмитрий Василиевич Сахацки (на руски: Дмитрий Васильевич Сахацкий) е руски офицер, щабскапитан. Участник в Руско-турската война (1877-1878).

## Биография
Дмитрий Сахацки е роден през 1844 г. в Русия в семейството на потомствен дворянин. Посвещава се на военното поприще и завършва военно училище. Служи като ротен командир на 3-та рота от 12-и стрелкови батальон. Повишен е във военно звание щабскапитан.
Участва в Руско-турската война (1877-1878). Бие се храбро при превземането на Ловеч на 22 август 1877 г. Има съществен принос за овладяването на височина № 3 в състава на дясната колона с командир генерал-майор Владимир Доброволски. Участва в третата атака на Плевен. Ранен е на 31 август и е върнат за лечение в Русия.
Автор на спомените „Бележки на стрелец от 3-та бригада“, в които описва личното си участие и впечатления от борбата за Ловеч на 22 август 1877 г.